# 萬嫩山 (阿爾高阿爾卑斯山脈)
47°26′52″N 10°11′32.5″E / 47.44778°N 10.192361°E

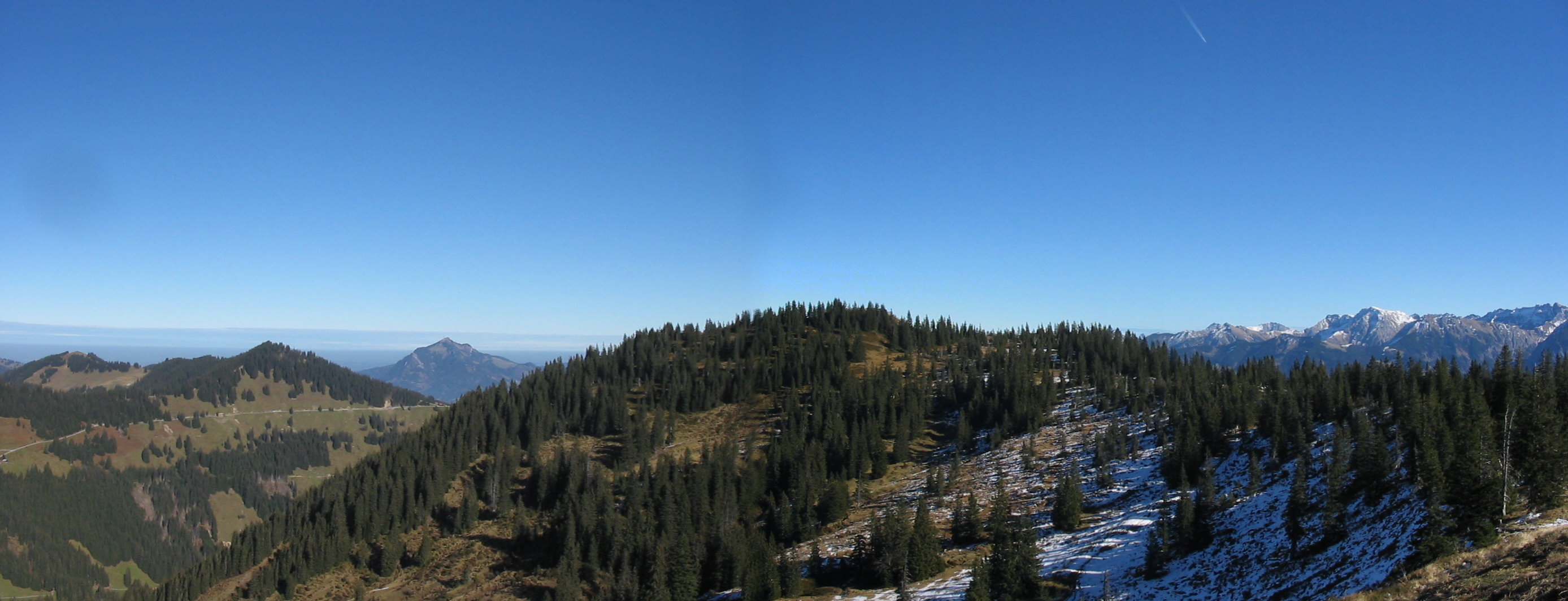

萬嫩山（德語：Wannenkopf），是德國的山峰，位於該國東南部，由巴伐利亞負責管轄，屬於阿爾高阿爾卑斯山脈的一部分，處於上邁塞爾施泰因以西3.5公里，距離里德貝格山2.2公里，海拔高度1,712米。